# بيغ كوميك
بيغ كوميك (باليابانية: ビッグコミック، بالروماجي: Biggu Komikku) هي مجلة لمانغا السينن نصف شهرية، تنشرها شوغاكوكان منذ 28 فبراير 1968 في اليابان. بدأت كمجلة شهرية، لكنها حولت إلى مجلة نصف شهرية في أبريل 1968. المجلة مقترنة بـ بيغ كوميك اوريجنال، التي تنشر في الأسابيع التي لا تنشر فيها بيغ كوميك.
المجلة نشرت أعمال من عدة مانغاكا معروفين، منهم أوسامو تيزوكا، وشوتارو إيشينوموري، وسانبي شيراتو، وتاكاو سايتو، وفوجيكو فوجيو، وتتسويا تشيبا. بيغ كوميك تسلسل مانغا سايتو غولغو 13، أقدم سلسلة مانغا لاتزال تنشر.

## قائمة الأعمال

### تسلسل حاليًا
هذه السلاسل تظهر بانتظام على حسب جدول في المجلة.
- غولغو 13 (Golgo 13 ゴルゴ13؟)، بقلم تاكاو سايتو
- اوغون نو رافو: سوتا نو ستانس Ōgon no Rafu: Sōta no Stance (黄金のラフ〜草太のスタンス〜؟)، بقلم  تسويوشي ناكامي
- S - سايغو نو كيكان S - Saigo no Keikan (S エス‐最後の警官‐؟)، بقلم يويتشي كوموري ويوتاكا تودو
- شين سي-كيو سالاريمان كوزا Shin C-Kyu Salaryman Koza (新C級さらりーまん講座؟)، بقلم كيسوكِ ياماشينا
- سونيو سوموكا ياماغوتشي روبيتا Sōmubu Sōmuka Yamaguchi Roppeita (総務部総務課山口六平太؟)، كتبها توربو هاياشي، رسمها كين'يتشيرو تاكاي
- سيكوهارا-كاتشو نو تسوبوياكي Sekuhara-kachō no Tsubuyaki (五月原課長のつぶやき؟)، بقلم تورو ناكاجيما

### تسلسل بدون إنتظام
هذه السلاسل تسلسل حاليًا، لكن لا يملكن جدول نشر محدد.
- اوتشو كازوكو نوبياما Uchū Kazoku Nobeyama، بقلم جيرو اوكازاكي

### سلسلت سابقًا
- A Distant Neighborhood بقلم جيرو تانيغوتشي
- Akabee, by Hiroshi Kurogane
- اياكو، بقلم أوسامو تيزوكا
- باربارا، بقلم أوسامو تيزوكا
- بيغ وينغ، كتبها ماساو ياجيما، رسمها شينجي هيكينو
- C-kyū Salaryman Kōza, by Keisuke Yamashina
- Chūshun Komawari-kun، بقلم تاتسوهيكو ياماغي
- Cruise: Ishi Yamada Kōhei Kōkaishi, written by Masao Yajima, illustrated by Hiroyuki Kikuta
- دابل فيس، بقلم فوجيهيكو هوسونو
- Swallowing the Earth، بقلم أوسامو تيزوكا
- Eagle: The Making of an Asian-American President, by Kaiji Kawaguchi
- Ode to Kirihito، بقلم أوسامو تيزوكا
- Five, by Riki Kusaka, created by Yuzuru Hirayama
- غلكسي إكسبرس 999، بقلم ليجي ماتسوموتو
- Gekiga ObaQ، بقلم فوجيكو فوجيو
- Gekitō Magnitude 7.7، بقلم تاكاو ياماغوشي
- Gin no Shippo، بقلم شينري موري
- Gringo، بقلم أوسامو تيزوكا
- Hana China، كتبها يوجي نيشي، رسمها شينجي هيكينو
- Happyaku Yachō Hyōri no Kewaishi، بقلم شوتارو إيشينوموري
- Hidamari no Ki، بقلم أوسامو تيزوكا
- Hotel، بقلم شوتارو إيشينوموري
- I.L.، بقلم أوسامو تيزوكا
- مندوب المبيعات الضاحك (ون شوت)، بقلم فوجيكو فوجيو
- The Legend of Kamui (2nd series)، كتبها سانبي شيراتو، رسمها تتسوجي اوكاموتو
- Kamui Gaiden (2nd series)، بقلم سانبي شيراتو
- Kamurobamura-e, by Mikio Igarashi
- Kobayakawa Nobuki no Koi, by Fumi Saimon
- Kusakabe Shomei Kyūka Omiya-san، شوتارو إيشينوموري
- Minotaurus no Sara، بقلم فوجيكو فوجيو
- Mirai no Omoide، بقلم فوجيكو فوجيو
- Munakata Kyōju Ikōroku, by Yukinobu Hoshino
- MW، بقلم أوسامو تيزوكا
- نوتاري ماتيوتارو، بقلم تتسويا تشيبا
- Osozaki Jijii, by Yoshinori Kobayashi
- Sabu to Ichi Torimono Hikae، بقلم شوتارو إيشينوموري
- Sora! Flight Attendant Monogatari، كتبها ماساو ياجيما، رسمها شينجي هيكينو
- Taiyō no Mokushiroku, by Kaiji Kawaguchi
- Tsukiji Uogashi Sandaime, written by Masaharu Nabeshima, illustrated by Mitsuo Hashimoto
- Veterinarian Dolittle، كتبها ميدوري ناتسو، رسمها كيوشي شيكوياما

## روابط خارجية
- بيغ كوميك على موقع ANN manga (الإنجليزية)